# Yeonsinnae (métro de Séoul)
Yeonsinnae (en coréen : 연신내역) est une station de correspondance entre la ligne 3 et la ligne 6 du métro de Séoul. Elle est située dans l'arrondissement d'Eunpyeong-gu à Séoul en Corée du Sud.

## Situation sur le réseau

Plan du réseau (2023)

## Services aux voyageurs

### Desserte

#### Station ligne 3

Installations
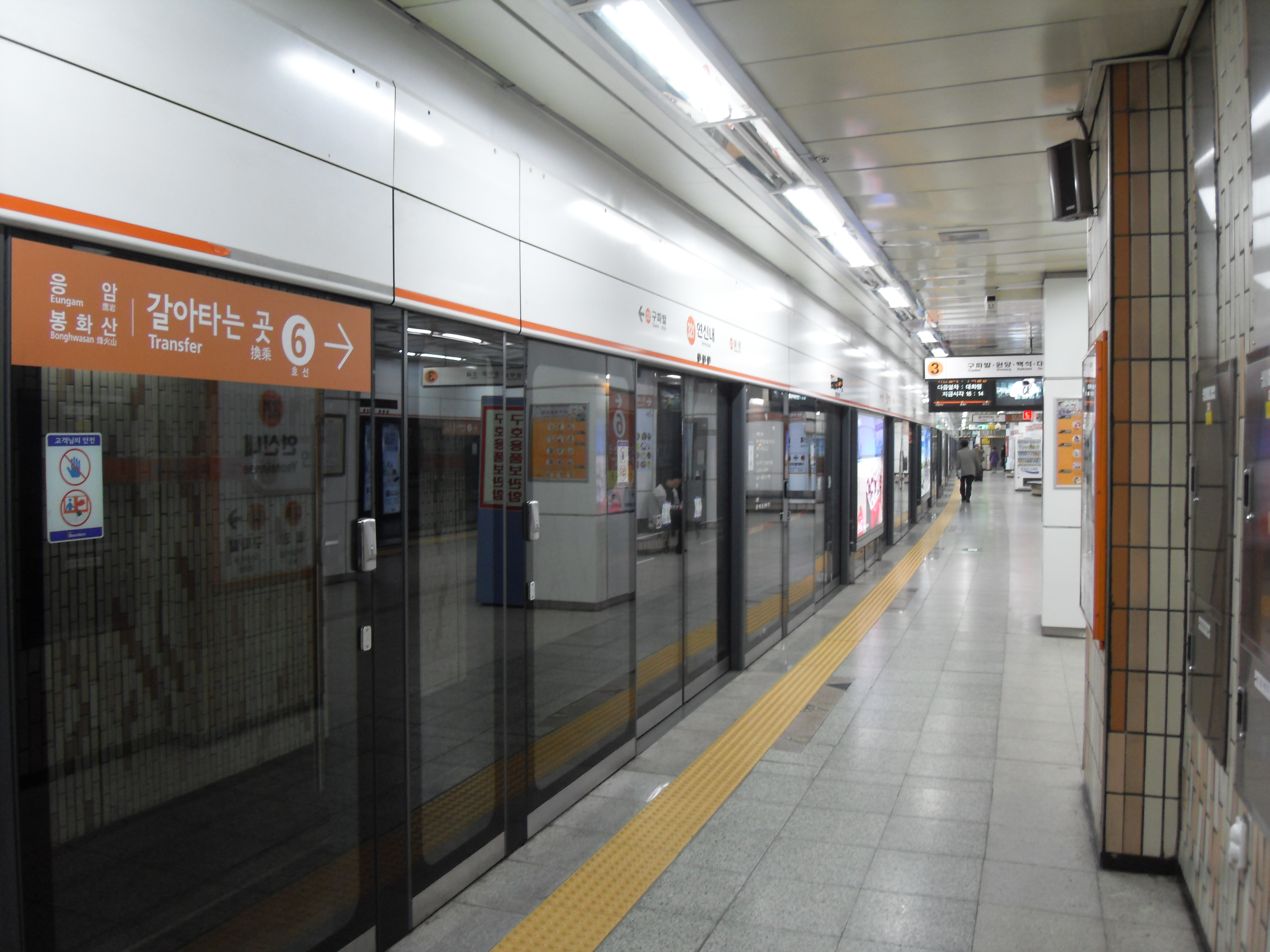
En 2011.
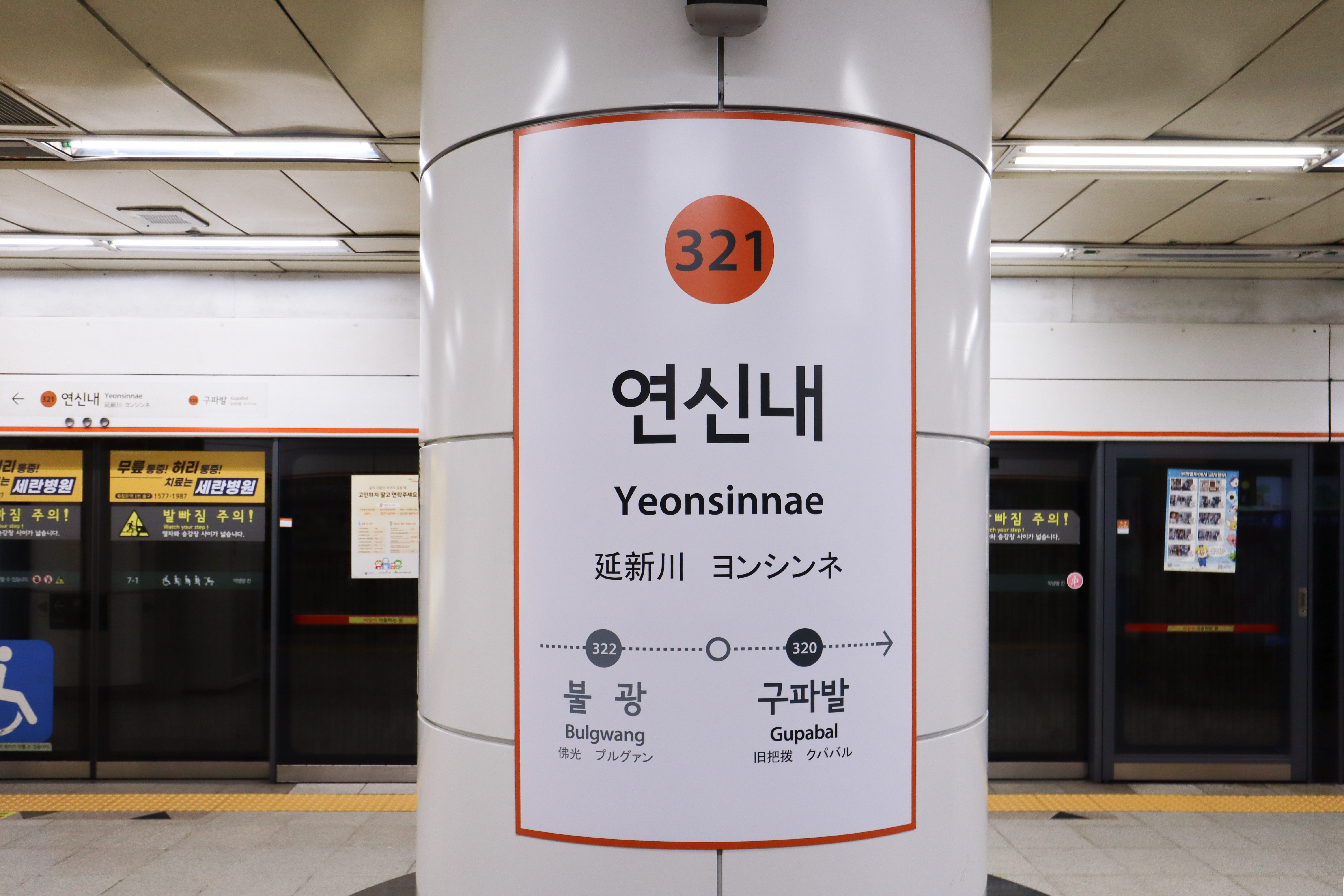
En 2023.
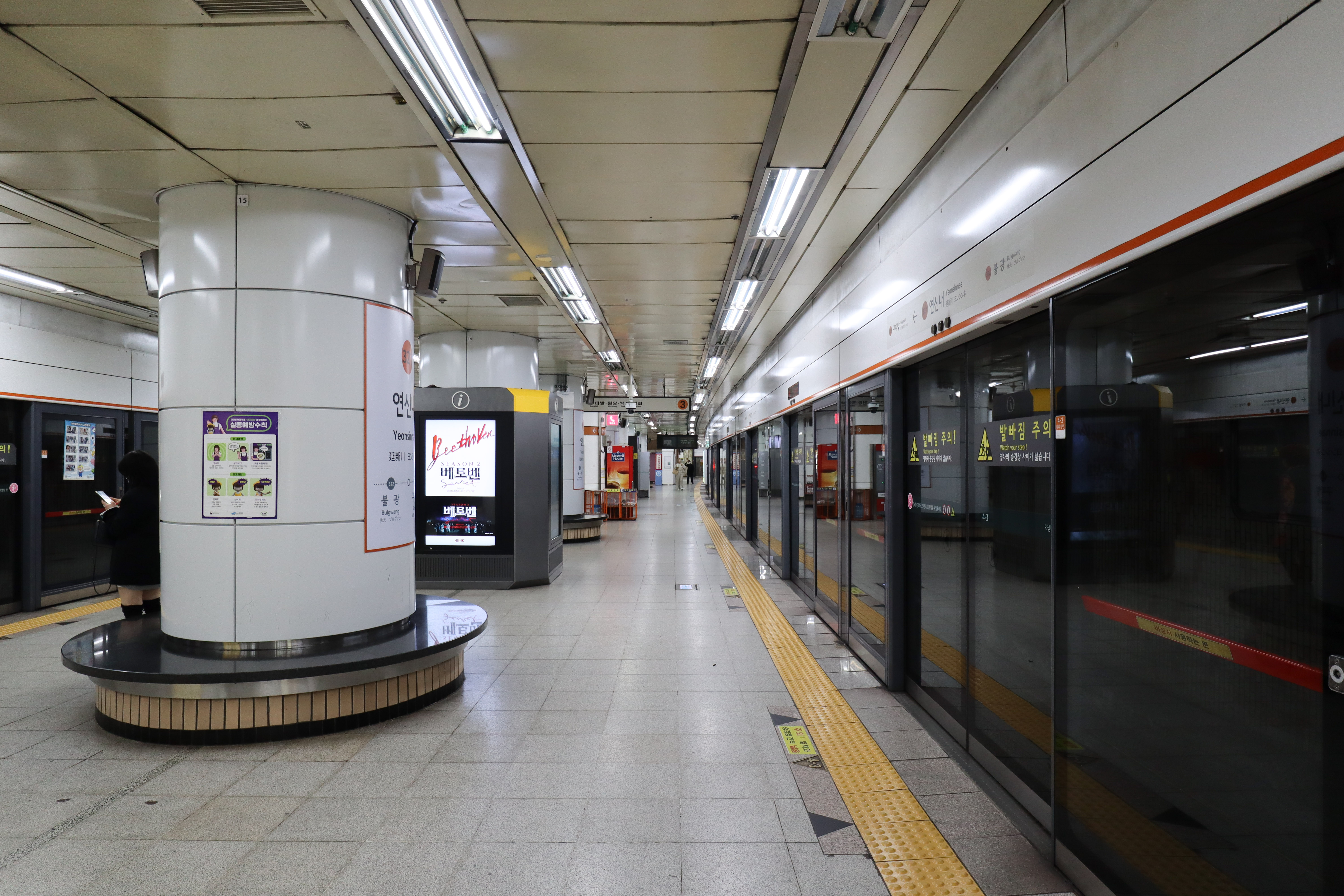
En 2023.

#### Station ligne 6

Installations
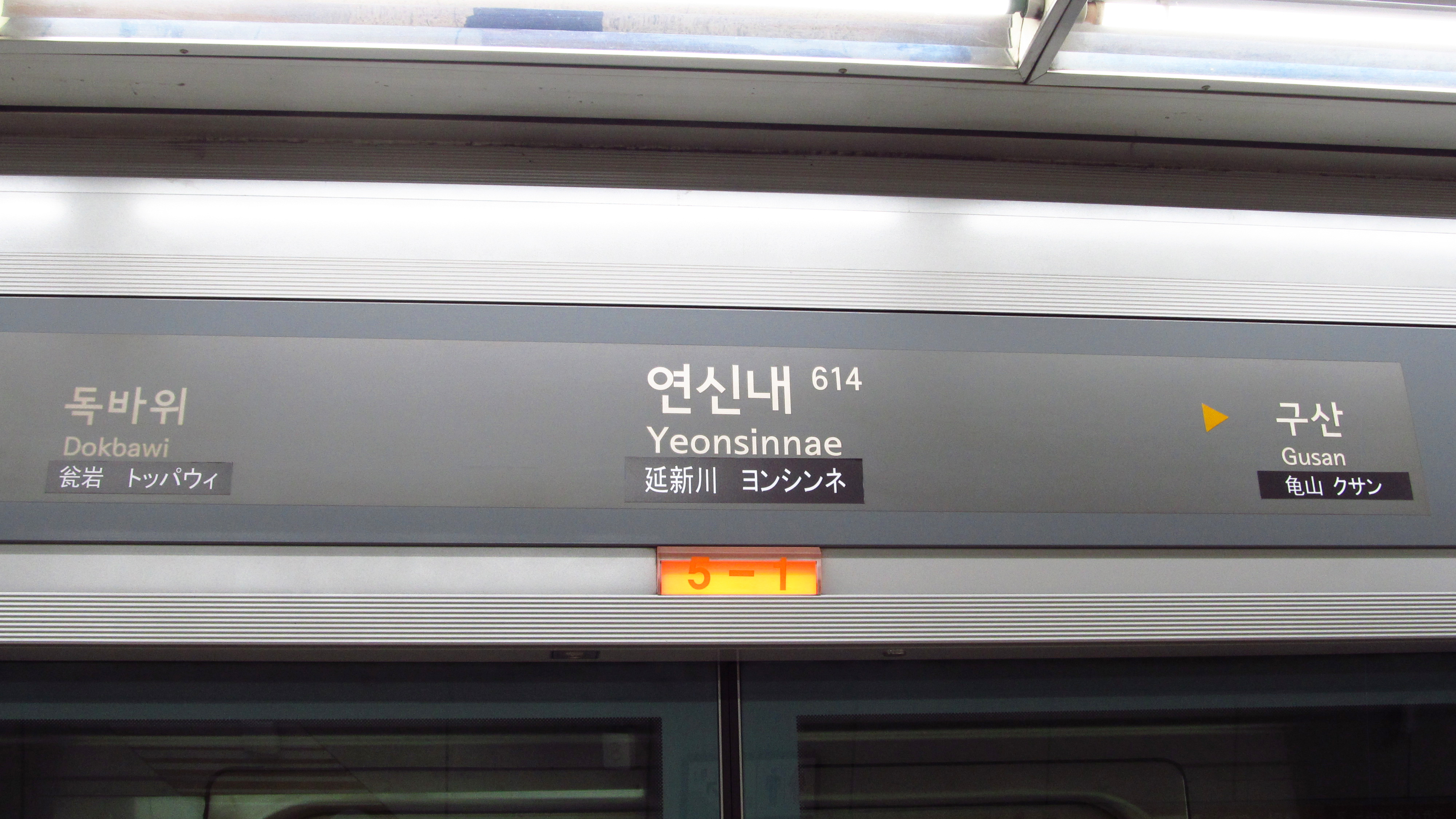
En 2019.
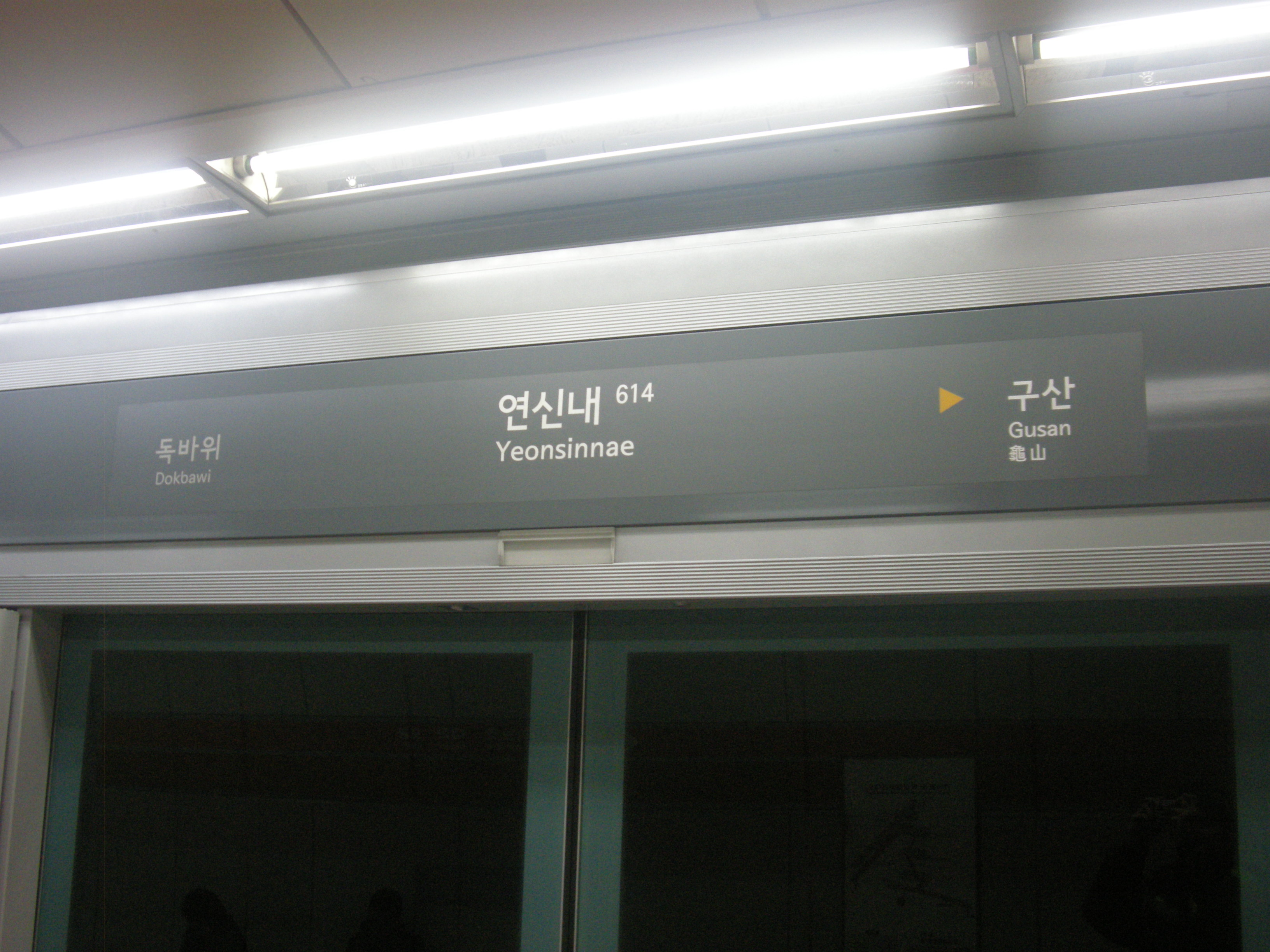
En 2012
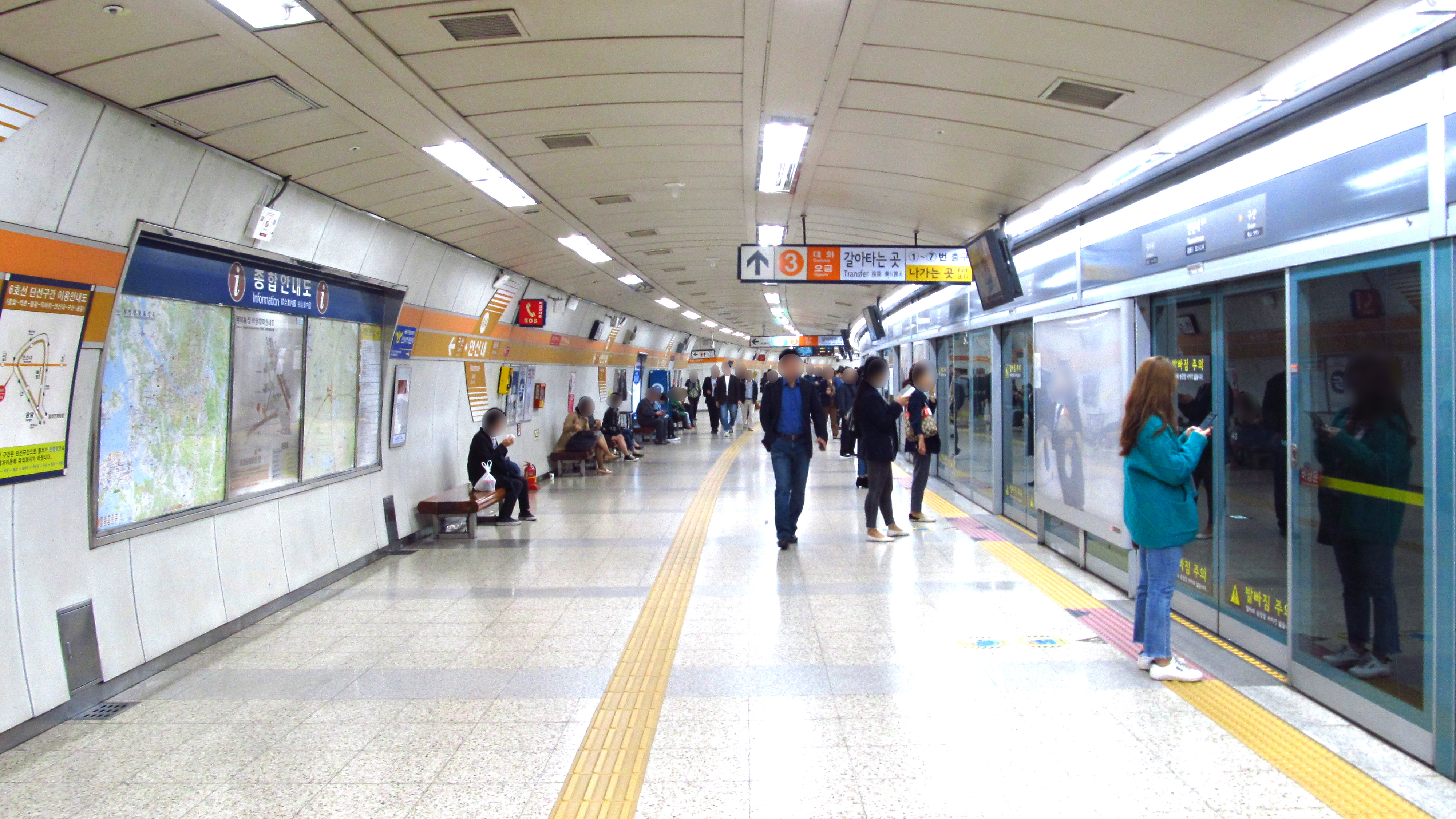
En 2019.